# Skidskytte vid olympiska vinterspelen 1984
Skidskytte vid olympiska vinterspelen 1984 Bestod av tre skidskyttegrenar. De blev avhållet i Igman - Veliko Polje. Grenarna startade 11 februari och slutade den 17 februari 1984.

## Medaljsummering
Fyra nationer tog medaljer i skidskytte, Norge och Västtyskland ledde medaljstatistiken med tre medaljer, en av varje sort. Eirik Kvalfoss och Peter Angerer tok vara tre medaljer en av varje sort.

## Medaljtabell
| Pl. | Nation        | Guld | Silver | Brons | Totalt |
| --- | ------------- | ---- | ------ | ----- | ------ |
| 1   | Norge         | 1    | 1      | 1     | 3      |
| 1   | Västtyskland  | 1    | 1      | 1     | 3      |
| 3   | Sovjetunionen | 1    | 0      | 0     | 1      |
| 4   | Östtyskland   | 0    | 1      | 1     | 2      |

## Herrar
| Gren                | Guld                                                                           | Guld      | Silver                                                     | Silver    | Brons                                                                | Brons     |
| Distans Detaljer... | Peter Angerer Västtyskland                                                     | 1:11:52,7 | Frank-Peter Roetsch Östtyskland                            | 1:13:21,4 | Eirik Kvalfoss Norge                                                 | 1:14:02,4 |
| Sprint Detaljer...  | Eirik Kvalfoss Norge                                                           | 30:53,8   | Peter Angerer Västtyskland                                 | 31:02,3   | Matthias Jacob Östtyskland                                           | 31:10,5   |
| Stafett Detaljer... | Sovjetunionen Dmitrij Vaslijev Jurij Kasjkarov Algimantas Šalna Sergej Buligin | 1:38:51,7 | Norge Odd Lirhus Eirik Kvalfoss Rolf Storsveen Kjell Søbak | 1:39:03,9 | Västtyskland Ernst Reiter Walter Pichler Peter Angerer Fritz Fischer | 1:39:05,1 |